# ثقب الرحم
ثُقب الرَحم أو انثقاب الرَحم (بالإنجليزية: Uterine perforation)‏ هوَ إحدى المُضاعفات المُحتملة لأي إجراءات داخل الرَحم، وقد تترافق مع إصابة أحد الأوعية الدَموية المُحيطة أو الأحشاء مِثل المثانة أَو الأَمعاء. إذا لَم يتم تشخيص الثَقب الرحمي بشكل سَريع قَد يؤدي في بعض الأحيان إلى نزيف دموي هائل وأحياناً يُؤدي إلى تعفن الدم، ولكن في أغلب الحالات تُعالج الثقوب الرحمية بشكل آمن ولا تتسبب بأي ضرر طَويل الأمد. ومن الأمور التي تُساعد على حدوث ثقب في الرحم تَضيق عنق الرحم أثناء إدخال أدوات جراحية عبر عنق الرحم أو انخفاض قوة عضلة الرَحم كما يحدث أثناء الحَمل أو انقطاع الطمث.

## المَراجع
1. ↑  "You need not worry about long-term effects either. A uterine perforation presents no risk of uterine rupture during pregnancy or any other threat to your health. "Typically, a perforation heals up and you never know it was there," added Dr. Sholes-Douglas." نسخة محفوظة 11 أغسطس 2016 على موقع واي باك مشين.
2. ↑  "Most perforations ... tend to be located in the fundus and are usually self-limiting and less serious" [وصلة مكسورة] نسخة محفوظة 06 يوليو 2015 على موقع واي باك مشين.
3. ↑  "Uterine perforations ... are rarely noticed and almost never dangerous.... Since none of these resulted in complications, ... the authors recommended no treatment for the majority of known or suspected uterine perforations." نسخة محفوظة 2 نوفمبر 2016 على موقع واي باك مشين.
4. ↑  "When this happens, as long as no internal organs (intestines, bladder, or rectum) or large blood vessels are damaged, the hole will almost always heal itself without further surgery." نسخة محفوظة 08 أغسطس 2017 على موقع واي باك مشين.
5. ↑  "In most cases of perforation there are no long term consequences." [وصلة مكسورة] نسخة محفوظة 4 مارس 2016 على موقع واي باك مشين.
6. ↑  utdol.com > Uterine perforation during gynecologic procedures Author: Barbara S Levy, MD, PS. Retrieved on Feb 14, 2010 نسخة محفوظة 9 يناير 2020 على موقع واي باك مشين.